# Alta Galilea

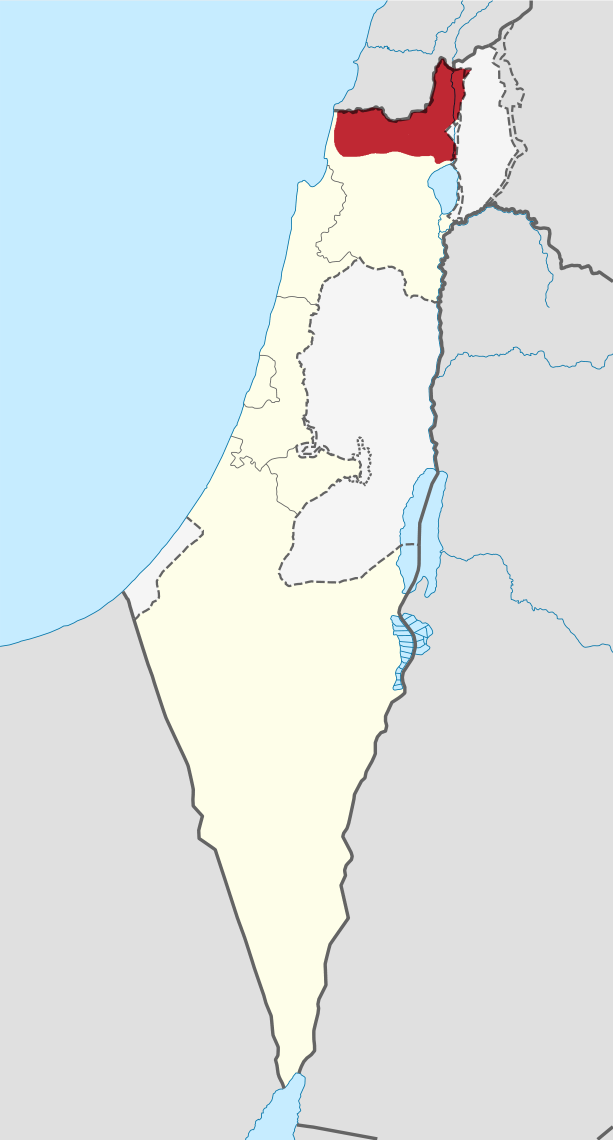
La posizione della regione dell'Alta Galilea in Israele

L'Alta Galilea (in ebraico הגליל העליון‎?, HaGalil Ha'Elyon; in arabo الجليل الأعلى‎?, Al Jaleel Al A'alaa) è un termine geopolitico in uso dalla fine del periodo del Secondo Tempio, in origine riferito a una regione montuosa situata a cavallo tra l'attuale Israele settentrionale e la parte meridionale del Libano. Confina con il fiume Leonte a nord, il mar Mediterraneo a ovest, la Bassa Galilea a sud, da cui è separata dalla valle di Beit HaKerem e la parte superiore del fiume Giordano e della valle di Hula nell'est. Secondo lo storico del I secolo, Giuseppe Flavio, i confini dell'Alta Galilea si estendevano da Bersabe nella valle di Beit HaKerem a Baca (Peki'in) nel nord. La regione occupa una superficie di circa 180 miglia quadrate.
Nell'attuale terminologia israeliana, il toponimo è usato principalmente in riferimento alla parte settentrionale della Galilea situata sotto la sovranità israeliana, cioè senza la parte del Libano meridionale fino al fiume Leonte, escludendo anche i corrispondenti tratti della pianura costiera ad ovest e la Jordan Rift Valley a est, che sono considerate entità geografiche separate.